# Scott Derrickson
Scott Derrickson, né le 16 juillet 1966 à Denver, est un producteur, réalisateur et scénariste américain connu pour avoir réalisé L'Exorcisme d'Emily Rose en 2005 et Le Jour où la Terre s'arrêta, trois années plus tard. Il a également réalisé le film Doctor Strange, sorti en 2016.

## Biographie

### Débuts et premiers succès
Scott Derrickson naît le 16 juillet 1966 à Denver dans le Colorado.
Il a étudié le cinéma à l'Université de Californie du Sud et commence sa carrière en tant que scénariste (Urban Legend 2 en 2000). Il réalise plus tard le 5e épisode de Hellraiser, Hellraiser 5 : Inferno. Il prend part à l'écriture de Land of Plenty, de Wim Wenders, en 2004.
Il se fait un nom à Hollywood, notamment avec le film L'Exorcisme d'Emily Rose en 2005 et réalise en 2008 Le Jour où la Terre s'arrêta.
Après ce film, il rentre un peu plus dans les films d'horreur avec par exemple le sordide Sinister (2012), puis Délivre-nous du mal en 2014.
Depuis 2016, Scott Derrickson a réalisé une quinzaine de films, souvent dans la thématique horrifique qui reste son domaine de prédilection.

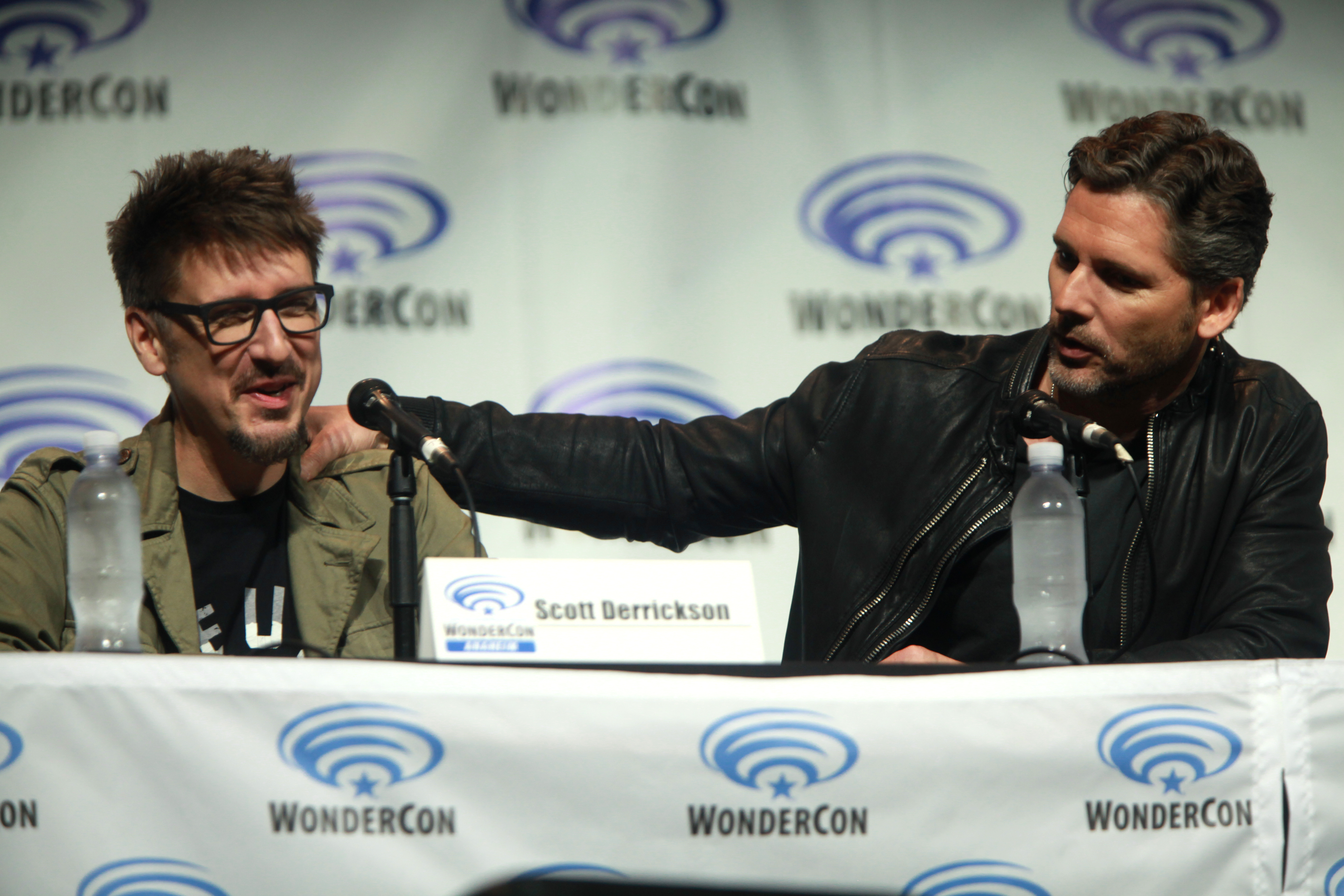
Le réalisateur au WonderCon 2014, aux côtés d'Eric Bana, l'acteur principal de Délivre-nous du mal.

### Doctor Strange
Derrickson est confirmé pour la réalisation de l'adaptation des aventures du Sorcier Suprême Doctor Strange, sorti en 2016. Il devait reprendre le poste pour la suite, Doctor Strange in the Multiverse of Madness, avec pour ambition d'en faire un film d'horreur au sein de l'univers cinématographique Marvel, prévu pour une sortie en 2021. Kevin Feige, PDG de Marvel Studios, reviendra sur ces propos en décembre 2019, précisant que le film ne serait pas horrifique mais contiendrait des scènes effrayantes, et en janvier 2020, Derrickson quitte le poste pour différends créatifs, restant producteur exécutif.

## Filmographie

### comme producteur
- 1995 : Love in the Ruins de lui-même
- 2006 : The Visitation (en)
- 2021 : Black Phone (The Black Phone) de lui-même
- 2025 : The Gorge de lui-même
- 2025 : Black Phone 2 de lui-même

### comme réalisateur
- 1995 : Love in the Ruins (court-métrage)
- 2000 : Hellraiser 5 : Inferno (vidéo)
- 2005 : L'Exorcisme d'Emily Rose (The Exorcism of Emily Rose)
- 2008 : Le Jour où la Terre s’arrêta (The Day the Earth Stood Still)
- 2012 : Sinister
- 2014 : Délivre-nous du mal (Deliver Us From Evil)
- 2016 : Doctor Strange[2]
- 2021 : Black Phone (The Black Phone)
- 2023 : V/H/S 85 (sketch "Dreamkill")
- 2025 : The Gorge
- 2025 : Black Phone 2

### comme scénariste
- 1995 : Love in the Ruins
- 2000 : Hellraiser 5 : Inferno (vidéo)
- 2000 : Urban Legend 2 : Coup de grâce (Urban Legends: Final Cut)
- 2005 : L'Exorcisme d'Emily Rose (The Exorcism of Emily Rose)
- 2013 : Les Trois Crimes de West Memphis (Devil's Knot) d'Atom Egoyan (coscénariste)
- 2021 : Black Phone (The Black Phone) (coscénariste)
- 2025 : Black Phone 2 de lui-même